# Yunka-Sprachen
In der Familie der Yunka-Sprachen (auch: Yunca oder Yunga, Bezeichnung nach der Höhenzone Yunga) werden einige ausgestorbene Sprachen Südamerikas zusammengefasst, z. B.:
- Muchik (Mochica, hierzu gehört auch das Quingnam der Chimú): Nordperu (Küste)
- Kañari: Ecuador
- Puruhá: Ecuador

Das Muchik ist unter diesen die einzige ausführlicher dokumentierte Sprache. Es starb auch als letzte Yunka-Sprache aus, nämlich Mitte des 20. Jahrhunderts.